# Jurij Bojko

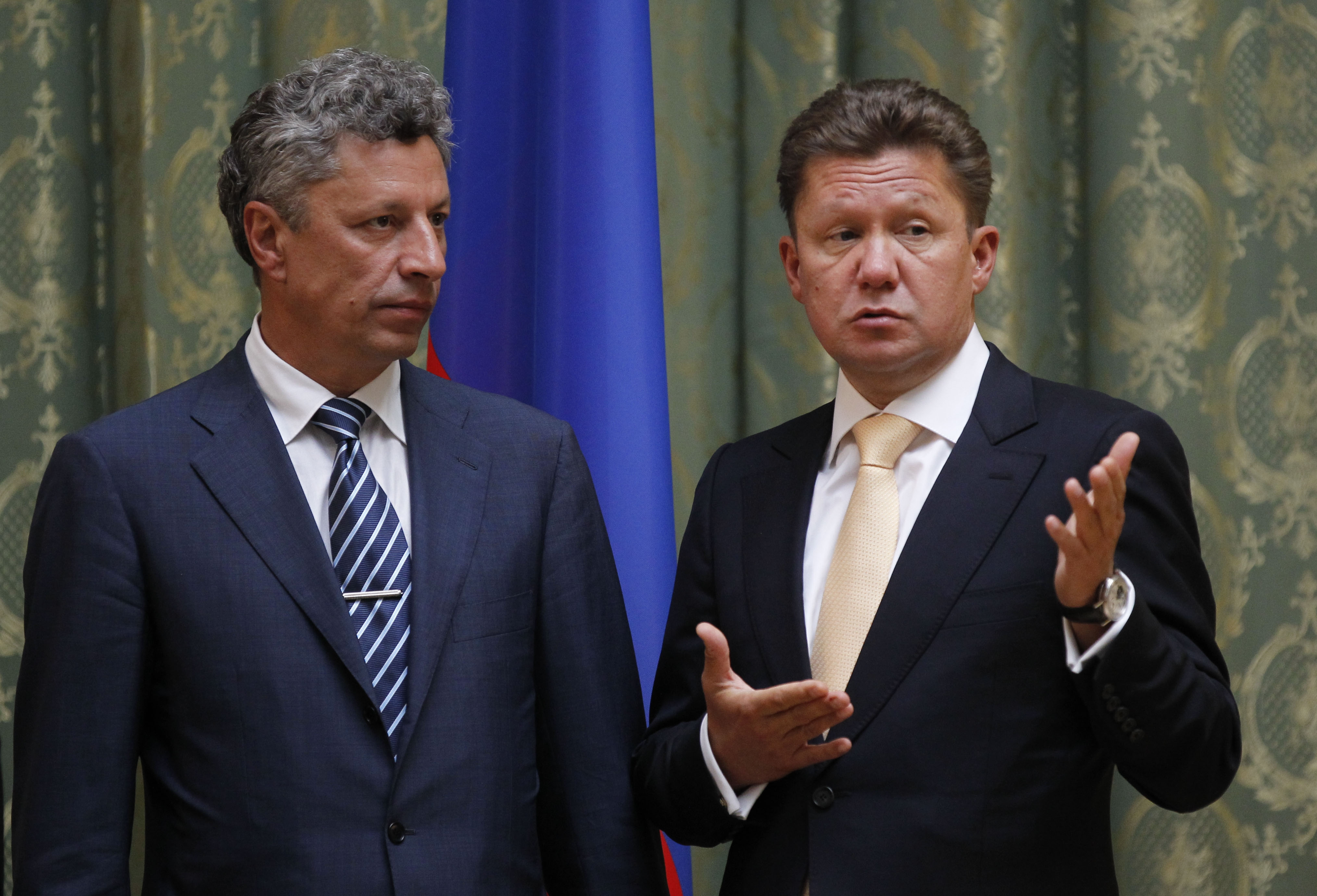
Jurij Bojko i Aleksiej Miller w 2012

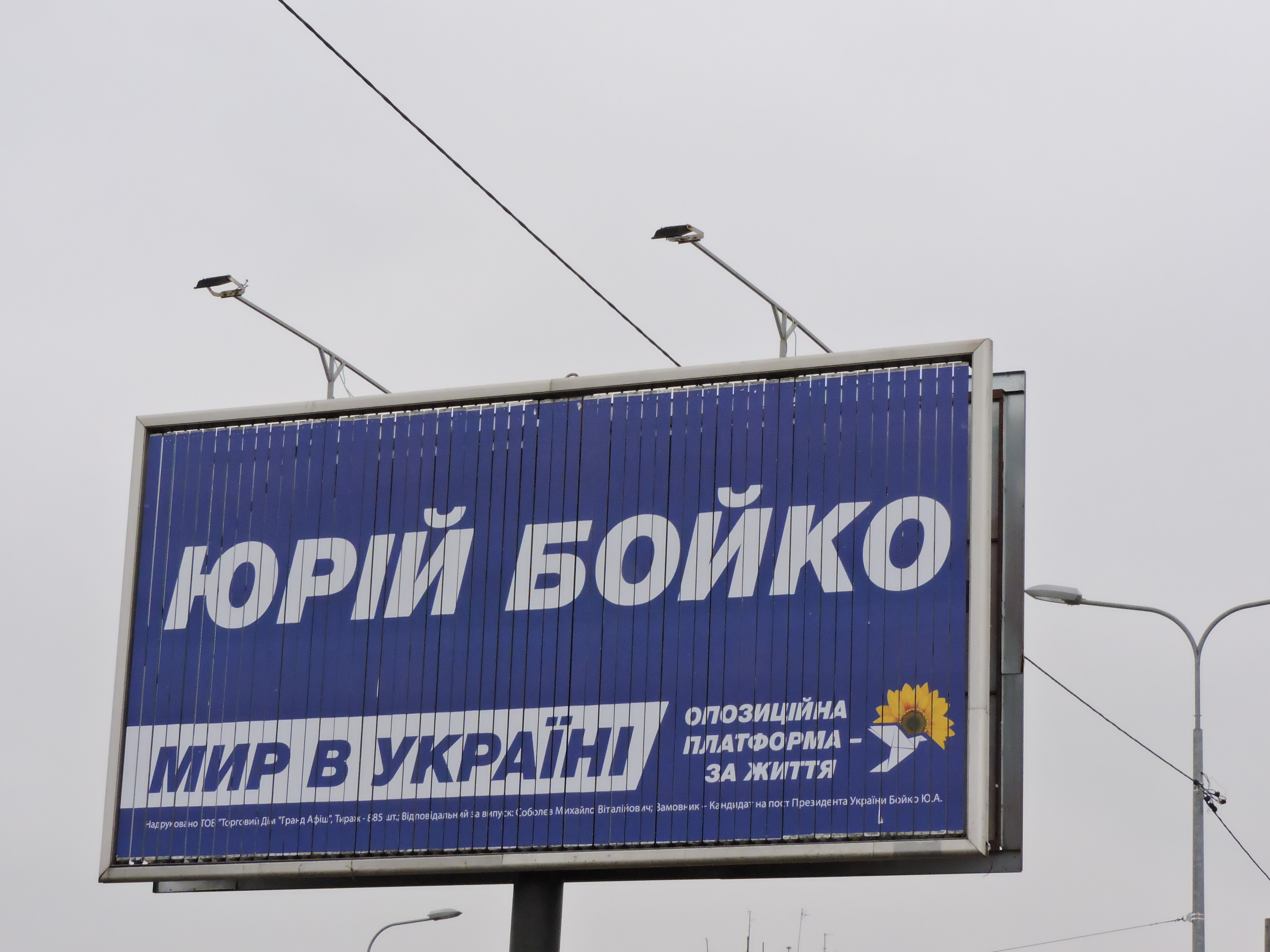
Plakat wyborczy Jurija Bojki w Charkowie w 2019

Jurij Anatolijowycz Bojko (ukr. Юрій Анатолійович Бойко; ur. 9 października 1958 w Gorłówce) – ukraiński polityk i inżynier. W latach 2002–2005 prezes Naftohazu Ukrainy, w latach 2006–2007 minister ds. paliw i energetyki, w latach 2010–2012 minister ds. paliw i przemysłu węglowego, w latach 2012–2014 wicepremier. Deputowany do Rady Najwyższej Ukrainy VI, VIII i IX kadencji. Kandydat na urząd prezydenta Ukrainy w wyborach w 2014 oraz 2019, jeden z liderów Opozycyjnej Platformy – Za Życie.

## Życiorys
Z wykształcenia chemik, absolwent moskiewskiego instytutu chemiczno-technologicznego. Pracował w branży chemicznej i przemyśle naftowym, od lat 90. na kierowniczych stanowiskach. W 2001 uzyskał dyplom inżyniera ekonomisty. Od 2002 do 2005 był dyrektorem kompanii Naftohaz Ukrainy. W lipcu 2003 został pierwszym zastępcą ministra paliw i energetyki, którą to funkcję pełnił do stycznia 2005.
W lipcu 2004 znalazł się w komitecie koordynacyjnym spółki RosUkrEnergo. W 2005 założył Republikańską Partię Ukrainy, która jednak nie odegrała żadnej istotnej roli na ukraińskiej scenie politycznej. W tym samym roku Ołeksandr Turczynow, ówczesny szef Służby Bezpieczeństwa Ukrainy, wydał nakaz aresztowania Jurija Bojki, zarzucając mu nadużywanie stanowiska. Postępowanie to zablokował ówczesny prezydent Wiktor Juszczenko.
Podczas wyborów parlamentarnych w 2006 Jurij Bojko bez powodzenia starał się o wejście do parlamentu z listy Opozycyjnego Bloku „Nie Tak!”. W sierpniu 2006 objął stanowisko ministra do spraw paliw i energetyki w rządzie Wiktora Janukowycza. Zajmował je do grudnia 2007. W tym samym roku wstąpił do Partii Regionów i w wyborach parlamentarnych z jej listy został wybrany deputowanym VI kadencji. W marcu 2010 po raz kolejny wszedł w skład rządu jako minister do spraw paliw i przemysłu węglowego w gabinecie Mykoły Azarowa. Od grudnia 2012 do lutego 2014 w drugim rządzie tegoż premiera był wicepremierem.
Jako minister Jurij Bojko był oskarżany o liczne nadużycia władzy, pranie pieniędzy, ustawianie przetargów i wyłudzanie ziemi.
W 2014 kandydował w wyborach prezydenckich, otrzymując w nich 0,2% poparcia (36 tys. głosów). W tym samym roku był jednym z organizatorów Bloku Opozycyjnego, uzyskując w wyborach parlamentarnych z jego listy mandat posła VIII kadencji. W 2016 został współprzewodniczącym tego ugrupowania, jednak w 2018 wykluczono go z partyjnej frakcji.
W listopadzie 2016 w ukraińskim parlamencie uderzył w twarz Ołeha Laszkę, który zarzucił mu konsultowanie się z Moskwą. W styczniu 2018 był jednym z 36 deputowanych, którzy głosowali przeciwko ustawie o uznaniu suwerenności Ukrainy na kontrolowanych przez prorosyjskich separatystów terytoriach obwodów donieckiego i ługańskiego.
W wyborach prezydenckich w 2019 ponownie ubiegał się o urząd prezydenta (jego kandydatura została oficjalnie zarejestrowana 22 stycznia 2019). W I turze otrzymał 2206 tys. głosów (11,7% poparcia), zajmując czwarte miejsce wśród kandydatów. W wyborach parlamentarnych, startując z listy Opozycyjnej Platformy – Za Życie, został wybrany deputowanym do Rady Najwyższej IX kadencji. Był współprzewodniczącym, a w 2022 został samodzielnym przewodniczącym Opozycyjnej Platformy – Za Życie. W marcu 2022, w trakcie inwazji Rosji na Ukrainę, działalność jego partii została zakazana.

## Odznaczenia
- Bohater Ukrainy (2004, pozbawiony w 2025)[18][19]
- Order Księcia Jarosława Mądrego V klasy (2013, pozbawiony w 2025)[20][19]
- Order „Za zasługi” III klasy (2003, pozbawiony w 2025)[21][19]